# Dialekt arwanicki
Dialekt arwanicki (albański arwanicki, arwanityka, arvanitika) – etnolekt używany przez Arwanitów, mieszkańców północno-zachodniej Grecji, głównie Attyki. Jest to odmiana albańskiego, wywodząca się z dialektu toskijskiego, z dużym wpływem greki.

## Alfabet
| Pismo greckie   | Pismo greckie | Pismo greckie | Pismo greckie | Pismo greckie | Pismo greckie | Pismo greckie | Pismo greckie | Pismo greckie | Pismo greckie | Pismo greckie | Pismo greckie | Pismo greckie | Pismo greckie | Pismo greckie | Pismo greckie | Pismo greckie | Pismo greckie | Pismo greckie | Pismo greckie | Pismo greckie | Pismo greckie | Pismo greckie | Pismo greckie | Pismo greckie | Pismo greckie | Pismo greckie | Pismo greckie | Pismo greckie | Pismo greckie | Pismo greckie | Pismo greckie | Pismo greckie | Pismo greckie |
| --------------- | ------------- | ------------- | ------------- | ------------- | ------------- | ------------- | ------------- | ------------- | ------------- | ------------- | ------------- | ------------- | ------------- | ------------- | ------------- | ------------- | ------------- | ------------- | ------------- | ------------- | ------------- | ------------- | ------------- | ------------- | ------------- | ------------- | ------------- | ------------- | ------------- | ------------- | ------------- | ------------- | ------------- |
| Α               | Β             | B             | Ϳ             | Γ             | Γ̇             | Γ̇ϳ            | Δ             | D             | Ε             | Ε̱             | Ζ             | Θ             | Ι             | Κ             | Κϳ            | Λ             | Λϳ            | Μ             | Ν             | Ν̇             | Νϳ            | Ξ             | Ο             | Π             | Ρ             | Σ             | Σ̇             | Σ̈             | Τ             | Υ             | Φ             | Χ̇             | Χ             |
| α               | β             | b             | ϳ             | γ             | γ̇             | γ̇ϳ            | δ             | d             | ε             | ε̱             | ζ             | θ             | ι             | κ             | κϳ            | λ             | λϳ            | μ             | ν             | ν̇             | νϳ            | ξ             | ο             | π             | ρ             | σ             | σ̇             | σ̈             | τ             | υ             | φ             | χ̇             | χ             |
| Pismo łacińskie |               |               |               |               |               |               |               |               |               |               |               |               |               |               |               |               |               |               |               |               |               |               |               |               |               |               |               |               |               |               |               |               |               |
| a               | v             | b             | j             | g             | g             | gj            | dh            | d             | e             | ë             | z             | th            | i             | k             | q             | l             | lj            | m             | n             | nj            | nj            | ks            | o             | p             | r             | s             | s             | sh            | t             | y             | f             | h             | h             |

Litery B b lub Ƃ b, D d, oraz Ȣ ȣ zapożyczono z alfabetu łacińskiego.
Przykład
Ojcze Nasz
Άτι ύνε̱ κ̇ε̱ ϳέ νdε̱ κ̇ιέϳετ, ȣσ̈ε̱ν̇τε̱ρόφτ' έμε̱ρι ύτ.

άρθτε̱ μbε̱ρετε̱ρία ϳότε; ȣbε̱φτε̱ dασ̈ȣρίμι ύτ,

σι νdε̱ κ̇ιέλ, εδέ μbε̱ δέτ;

bȣ́κε̱νε̱ τόνε̱ τε̱ πε̱ρdίτε̱σ̈ιμεν' έπ-να νέβε σότ;

εδέ φάλ̇-να φάϳετε̱ τόνα,

σικȣ́νdρε̱ εδέ νέβε ȣα φάλ̇με̱ φαϳτόρε̱βετ τάνε̱;

εδέ μοσ να σ̈τιέρ νdε̱ νγάσιε, πό σ̈πε̱τό-να νγα ι λ̇ίγȣ;

σεπσέ ϳότια ε̱σ̈τε̱ μbε̱ρετε̱ρία ε φȣκ̇ία ε λ̇αβdία νdε̱ ϳέτε̱τ τε̱ ϳέτε̱βετ.
Transliteracja
Áti ýnë që jé ndë qiéjet, ushënjtëróft' émëri ýt.

árthtë mbëretëría jóte; ubëftë dashurími ýt

si ndë qiél, edhé mbë dhét

búkënë tónë të përdítëshimen' ép-na néve só

edhé fálj-na fájetë tóna

sikúndrë edhé néve ua fáljmë fajtórëvet tánë

edhé mos na shtiér ndë ngásie, pó shpëtó-na nga i ljígu;

sepsé jótia është mbëretëría e fuqía e ljavdía ndë jétët të jétëvet.

## Dialekty
- arwanityka tracka
- arwanityka północno-zachodnia
- arwanityka południowo-środkowa